# Ikke nu, Mulle!
Ikke nu, Mulle! er en dansk børnefilm fra 1994, der er instrueret af Dietger Martus.

## Handling
Mulle kan ikke komme i kontakt med sine forældre. De har aldrig tid. Han kontaktes af TV'ets fjernbetjening, som inviterer ham ind i fiktionens verden.